# Alexeï Aïdarov
Alekseï Petrovitch Aïdarov (en russe : Алексей Петрович Айдаров) ou Aliakseï Piatrovitch Aïdaraw (en biélorusse : Аляксей Пятровіч Айдараў) ou Oleksiï Petrovytch Aïdarov (en ukrainien : Олексій Петрович Айдаров), né le 15 novembre 1974 à Artiomovski, dans l'oblast de Sverdlovsk, en RSFS de Russie (Union soviétique), est un biathlète biélorusse puis ukrainien en fin de carrière après les Jeux olympiques de Turin. Il a été actif au niveau mondial de 1994 à 2008. Il est médaillé de bronze à l'individuel des Jeux olympiques d'hiver de 1998.

## Biographie
Il a commencé le biathlon en 1983. Aïdatov fait son apparition en Coupe du monde lors de la saison 1994-1995 à Bad Gastein, où il se classe douzième de l'individuel. Aux Championnats du monde 1996, il obtient la médaille de bronze en relais avec Oleg Ryzhenkov, Vadim Sachourine et Aleksandr Popov et monte son premier podium. En 1996-1997, il signe ses premiers résultats dans le top dix puis lors de l'étape d'ouverture de la saison suivante à Lillehammer, il s'impose sur la poursuite avec un sans faute au tir. Il prend part ensuite aux Jeux olympiques de Nagano, gagnant la médaille de bronze de l'individuel remporté par Halvard Hanevold. En 1999, il obtient de bons résultats aussi, gagnant sa deuxième et dernière course en Coupe du monde sur le sprint de Ruhpolding et son unique titre de champion du monde de relais à Kontiolahti.
En 2008, après deux sélections aux Championnats du monde avec l'équipe ukrainienne, il prend sa retraite sportive.

## Palmarès

### Jeux olympiques d'hiver
| Épreuve / Édition      | Individuel                          | Sprint | Poursuite                        | Relais |
| ---------------------- | ----------------------------------- | ------ | -------------------------------- | ------ |
| JO 1998 Nagano         | Médaille de bronze, Jeux olympiques | 37e    | Épreuve inexistante à cette date | 4e     |
| JO 2002 Salt Lake City | 17e                                 | 37e    | 48e                              | 8e     |

Légende :
- : épreuve non olympique

### Championnats du monde
| Mondiaux \ Épreuve | Individuel | Sprint | Poursuite | Depart en masse | Relais                    | Par équipes                      | Relais mixte                     |
| 1995               | -          | 18e    | -         | -               | -                         | -                                | Épreuve inexistante à cette date |
| 1996               | 42e        | 24e    | -         | -               | Médaille de bronze, monde | -                                | Épreuve inexistante à cette date |
| 1997               | 34e        | 21e    | 35e       | -               | 4e                        | -                                | Épreuve inexistante à cette date |
| 1998               | -          | -      | 17e       | -               | -                         | 12e                              | Épreuve inexistante à cette date |
| 1999               | 35e        | 8e     | 7e        | 25e             | Médaille d'or, monde      | Épreuve inexistante à cette date | Épreuve inexistante à cette date |
| 2000               | 5e         | 16e    | 10e       | 25e             | 4e                        | Épreuve inexistante à cette date | Épreuve inexistante à cette date |
| 2001               | 33e        | 28e    | 30e       | 26e             | Médaille d'argent, monde  | Épreuve inexistante à cette date | Épreuve inexistante à cette date |
| 2003               | 47e        | 53e    | 37e       | -               | Médaille de bronze, monde | Épreuve inexistante à cette date | Épreuve inexistante à cette date |
| 2004               | 10e        | -      | -         | 18e             | 4e                        | Épreuve inexistante à cette date | Épreuve inexistante à cette date |
| 2007               | 44e        | 29e    | 31e       | -               | 8e                        | Épreuve inexistante à cette date | -                                |
| 2008               | -          | 52e    | 53e       | -               | 10e                       | Épreuve inexistante à cette date | 13e                              |
| ------------------ | ---------- | ------ | --------- | --------------- | ------------------------- | -------------------------------- | -------------------------------- |

### Coupe du monde
- Meilleur classement général : 12e en 1999.
- 5 podiums individuels : 2 victoires et 3 troisièmes places.
- 4 victoires en relais.

#### Détail des victoires
| Saison / Épreuve | Individuel | Sprint     | Poursuite   | Mass start | Total |
| 1997-1998        |            |            | Lillehammer |            | 1     |
| 1998-1999        |            | Ruhpolding |             |            | 1     |
| Total            | 0          | 2          | 0           | 0          | 2     |

#### Statistiques des podiums
| place    | individuel | Sprint | poursuite | mass start | relais |
| -------- | ---------- | ------ | --------- | ---------- | ------ |
| 1. place |            | 1      | 1         |            | 3      |
| 2. place |            |        |           |            | 4      |
| 3. place | 1          | 1      |           |            | 6      |
| Top 10   | 4          | 12     | 4         | 1          | 34     |

#### Classements annuels
| Année | Classement général final |
| 1996  | 48e                      |
| 1997  | 37e                      |
| 1998  | 13e                      |
| 1999  | 12e                      |
| 2000  | 23e                      |
| 2001  | 41e                      |
| 2002  | 44e                      |
| 2003  | 47e                      |
| 2004  | 35e                      |
| 2005  | 70e                      |
| 2006  | 31e                      |
| 2007  | 83e                      |
| 2008  | 39e                      |

### Championnats d'Europe
- Médaille d'or du sprint en 2005.
- Médaille d'argent de l'individuel en 2003.
- Médaille de bronze du relais en 2003.

### Championnats du monde de biathlon d'été
- Médaille d'or du relais en 2001.